# Xpander
Der Xpander ist ein Analog-Synthesizer mit digitaler Steuerung des US-amerikanischen Unternehmens Oberheim. Er wurde von Marcus Ryle entwickelt und setzte 1984 im Aufbau und Ausstattung von Synthesizern neue Maßstäbe. Der Xpander ist als Modul ausgelegt, hat keine eigene Tastatur und muss daher über MIDI- oder CV/Gate-Anschlüsse gespielt oder angesteuert werden.

## Technische Besonderheiten
Die sechs Stimmen können im MIDI-Monomode gespielt werden, wobei jede Stimme einen eigenen Sound wiedergibt und individuell auf Controllerdaten (Pitchbend, Modulation, …) reagieren kann. Mit der Matrix-Modulation können mit 15 Quellen 22 Destination moduliert werden. Die Idee ist offenbar, die freien Verbindungsmöglichkeiten eines Modularsystems nachzustellen. Obwohl hier zuerst mal die klassische Struktur, VCO=VCF=VCA mit EGs, vorzufinden ist, können mit der üppigen Ausstattung und der Matrix-Modulation (siehe unten) neue Verbindungen/Modulationen erstellt werden. Die sechs Stimmen können mit Hilfe von sechs verschiedenen Zones den sechs CV/Gates oder MIDI-Channels und Audio-Einzelausgängen zugewiesen werden. Zusätzlich lassen sich die Stimmen auch mit Panning L/R am Stereoausgang anordnen.

## Aufbau
Der Aufbau des Xpanders ist quasi hybrid, d. h. VCOs und Filter waren analog, die LFOs, EGs, Trackingeneratoren etc. wird mit zwei Intel-Prozessoren berechnet. Die Hüllkurven sind nicht die schnellsten und so eignet sich der Xpander eher für warme Flächen und weiche Bass- oder Leadsounds als für scharfe, perkussive Klänge mit schnellem Attack. Der Xpander und speziell der Matrix-12, der Keyboard-Version des Xpanders, galt zu seiner Zeit als das Nonplusultra – auch im Preis. Die Klänge eines Xpanders oder Matrix-12 sind auf den verschiedensten 80er Produktionen, primär LA-Westcoast Rock/Pop, zu hören. Der Matrix-12 ist technisch fast identisch zum Xpander, jedoch arbeiten zwei Xpander-Platinen im Matrix-12 und es gibt keine CV/Gate-Anschlüsse. Weiterhin gibt es einen Mode, in dem alle Matrix-Einträge betrachtet werden können.
Jede der sechs Stimmen hatte folgende Ausstattung:
- 2 × VCO
- VCF Multimode 15 verschiedene Filtertypen
- 5 LFOs
- 15 VCAs
- 5 Hüllkurvengeneratoren
- 4 Tracking Generatoren
- 3 Ramp Generatoren
- FM/LAG